# Pintura bizantina
Pintura bizantina refere-se à produção pictórica desenvolvida durante a existência do Império Bizantino (395–1453) e/ou que segue o estilo desenvolvido nesse período.

## Afresco

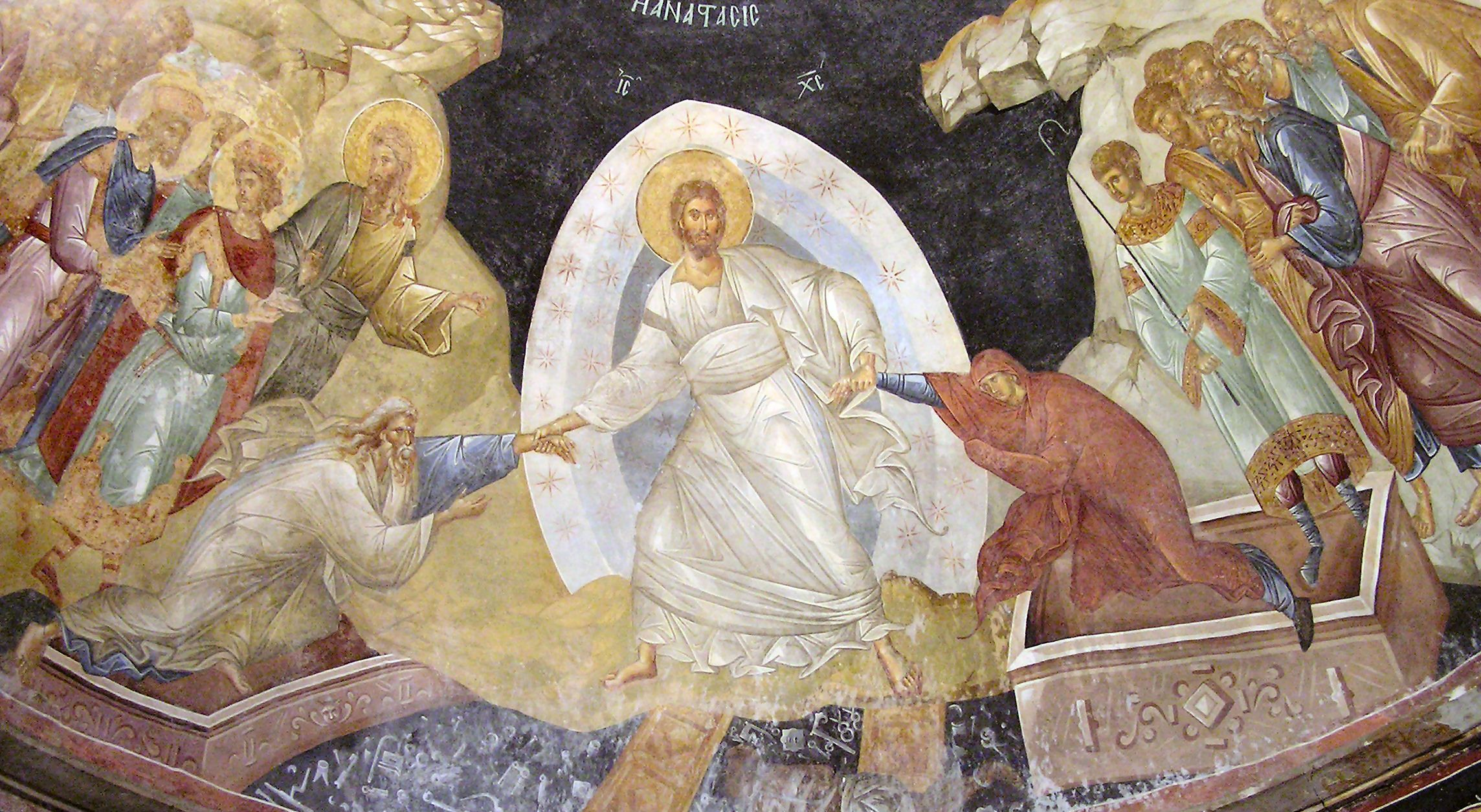
Afresco da Igreja de São Salvador em Chora, Constantinopla (atual Istambul), século XIV

No Império Bizantino se desenvolvimento uma forma modificada do buon fresco da Itália que envolveu a aplicação de pigmentos com cal diretamente numa camada fina de gesso úmido adicionado sobre uma camada de gesso inicial. A técnica foi utilizada durante todo o Período Bizantino (395–1453) como substituta dos mosaicos, mas ficou particularmente popular nos séculos XIII e XIV. O estudo da evidência literária e os afrescos disponíveis indica que os pigmentos eram aplicados em camadas, mesmo que ocasionalmente haja a mistura de pigmentos na modelagem ainda fresca. Pigmentos finais, contornos ocres pretos ou escuros e destaques em branco, bem como inscrições normalmente foram adicionados só depois que as camadas iniciais da pintura secaram, uma prática que contribuiu à sua perda.
A gama de cores foi limitada aos pigmentos naturais que ficaram estáveis em conjunto com o cal do gesso, por exemplo, branco-cal e massa de cal, ocres variando de vermelho e amarelo brilhante a marrom escuro, verde-terra e preto-carbono. Uma lavagem preta era frequentemente usada sob azul (azurita) ou verde para produzir um fundo escuro. A aparência de pigmentos mais caros, como o azul ultramarino (de lápis-lazúli) e a folha de ouro e prata, distinguem os trabalhos luxuosos. O vermelhão também não é incomum, embora tenda a ficar preto.

## Pintura histórica

Constantinopla, a capital do Império Bizantino e centro de produção de exibição destas pinturas

A pintura histórica do Império Bizantino normalmente descreveu eventos decisivos nas vidas dos imperadores, como atos de coragem, vitórias militares e subjugação de bárbaros. O historiador do século XII João Cinamo descreveu que o patrocínio de pinturas de triunfos imperiais era costume entre as autoridades. João, o Lídio relata que havia as da ascensão de Leão I, o Trácio (r. 457–474) pagas pelo prefeito pretoriano, enquanto Zacarias de Mitilene cita um tributo similar feito a Justino I (r. 518–527) por um cartulário; foram exibidas em espaços públicos, uma ágora e uma terma. Do século VI em diante, tais pinturas foram feitas sobretudo nos precintos dos palácios imperiais. Por exemplo, o mosaico das vitórias do general Belisário sobre os vândalos e godos e a recepção de tributo dos reis destes povos cobria o teto do Portão Calce, uma das portas da capital. Maurício (r. 582–602) expôs sua vida até sua ascensão no pórtico de Cariano em Blaquerna e os feitos de Basílio I, o Macedônio (r. 867–886) foram dispostos em seu Cenúrgio no Grande Palácio. Roberto de Clari notou pinturas sobre as portas das igrejas em Constantinopla narrando a derrubada de Andrônico I (r. 1183–1185) por Isaac II (r. 1185-1195; 1203-1204). As únicas obras do Período Paleólogo (1259–1453) são pinturas da vitória de Miguel VIII (r. 1259–1282) na guerra contra os angevinos no vestíbulo do palácio, que foram descritas por Jorge Paquimeres.
Homens menos proeminentes também custearam-as como no caso das cenas expostas no palácio de Digenis Acritas ou as vitórias do sultão Quilije Arslã II (r. 1156–1192) que foram expostas por Aleixo Axuco num de seus palácios, algo que rendeu críticas. Seja como for, Eusébio e escritores posteriores interpretaram-as como alegorias. Eutímio Malaces estabeleceu uma analogia entre as descrições dos feitos de Manuel I (r. 1143–1180) e os Milagres da Paixão de Cristo. Um texto anônimo (Marc. gr. Z 524) de Veneza faz paralelos entre as vitórias do mesmo imperador, como exibidas na casa de Leão Sicunteno em Salonica, e as conquistas de Moisés e Josué. Sua natureza propagandística e alegórica as distancia das pinturas narrativas do manuscrito de João Escilitzes e os episódios históricos das Homílias de Gregório de Nazianzo.